# Tibor Selymes
Tibor Selymes (Bălan, 14 de maio de 1970) é um ex-futebolista e treinador romeno, ele atuava como defensor.

## Carreira
De origem húngara (nasceu em Bălan, na Transilvânia), Selymes começou a carreira em 1987, no Braşov. Jogou também por Dínamo Bucareste, Cercle Brugge, Anderlecht e Standard de Liège até "voltar às origens" para defender o Haladás VSE e o Debreceni. Encerrou a carreira em 2005, no AEL Limassol do Chipre.

## Seleção
Estreou na Seleção Romena de Futebol em 1992, mas a equipe não logrou classificação para a Eurocopa daquele ano. Em 1994, disputou sua primeira Copa, tendo participado em quatro jogos. Esteve também na Eurocopa de 1996 (jogou as três partidas) e na Copa de 1998, mas não pode disputar nenhum jogo. Deixou a equipe amarela em 1999.

## Estatísticas
| Seção   | Clube            | País    | Partidas | Gols |
| ------- | ---------------- | ------- | -------- | ---- |
| 1987/88 | FC Braşov        | Romênia | 12       | 1    |
| 1988/89 | FC Braşov        | Romênia | 21       | 1    |
| 1989/90 | FC Braşov        | Romênia | 31       | 1    |
| 1990/91 | Dinamo Bucureşti | Romênia | 26       | 2    |
| 1991/92 | Dinamo Bucureşti | Romênia | 27       | 0    |
| 1992/93 | Dinamo Bucureşti | Romênia | 30       | 4    |
| 1993/94 | Cercle Brugge    | Bélgica | 24       | 1    |
| 1994/95 | Cercle Brugge    | Bélgica | 28       | 0    |
| 1995/96 | Cercle Brugge    | Bélgica | 31       | 3    |
| 1996/97 | RSC Anderlecht   | Bélgica | 30       | 1    |
| 1997/98 | RSC Anderlecht   | Bélgica | 23       | 1    |
| 1998/99 | RSC Anderlecht   | Bélgica | 11       | 1    |
| 1999/00 | RSC Anderlecht   | Bélgica | 1        | 0    |
|         | Standard Liège   | Bélgica | 19       | 1    |
| 2000/01 | Standard Liège   | Bélgica | 15       | 0    |
| 2001/02 | Haladás F.C.     | Hungria | 8        | 0    |
| 2002/03 | Debreceni VSC    | Hungria | 24       | 3    |
| 2003/04 | Debreceni VSC    | Hungria | 13       | 1    |
| 2004/05 | AEL FC           | Chipre  | 8        | 1    |